# Demetri de Capadòcia
Demetri de Capadòcia (en llatí Demetrius, en grec antic Δημητριος) fou un príncep capadoci, fill del rei Ariarates V de Capadòcia.
El seu pare li va donar el comandament de les tropes enviades per donar suport al rei Àtal II de Pèrgam en la seva guerra contra Prúsies II de Bitínia, segons diu Polibi.